# Neomanobia thyodes
Neomanobia thyodes är en fjärilsart som beskrevs av Dyar 1914. Neomanobia thyodes ingår i släktet Neomanobia och familjen nattflyn. Inga underarter finns listade i Catalogue of Life.